# You'll Be Gone
"You'll Be Gone" er en stille ballade med Elvis Presley. Den er en komposition af Elvis Presley, Red West og Charlie Hodge.
"You'll Be Gone" blev indspillet 18. marts 1962 i RCA's Studio B i Nashville og blev i februar 1965 udsendt som B-side på en singleplade med "Do The Clam" som A-side. "You'll Be Gone" blev endvidere udsendt som "bonusnummer" på soundtracket fra filmen Girl Happy, ligeledes i 1965.
"You'll Be Gone" er bemærkelsesværdig fordi Elvis Presley var medforfatter på sangen. I modsætning til mange andre sange, hvor Elvis blev krediteret som medforfatter af rent forretningsmæssige årsager, er dette en af de meget få, hvor han reelt tog del i skabelsesprocessen. Elvis og Red West arbejdede på sangen igennem et helt år, hvor de gang på gang ændrede på tekst og melodi. Sangen baserede de oprindeligt på Cole Porters "Begin The Beguine", men droppede dette, da det mislykkedes at få tilladelse til at bruge dele af denne.

## Andet
Den ovenfor nævnte "Do The Clam" fra Girl Happy er en komposition af Sid Wayne, Ben Weisman og Dolores Fuller. Den blev indspillet af Elvis Presley hos Radio Recorders i Hollywood den 12. juni 1964.